# Wilhelm Pukall
Wilhelm Pukall (* 16. Juni 1907 in Jacobsdorf, Westpreußen; † 3. Dezember 1986) war ein deutscher Landrat im Landkreis Rosenberg i. Westpr. (1939–1945).

## Leben
Der Landwirt Pukall besuchte das Real-Gymnasium in Riesenburg und begann eine landwirtschaftliche Lehre als Eleve im Kreis Mohrungen auf einem Gut. 1937 übernahm er den landwirtschaftlichen Familienbesitz und heiratete im selben Jahr Charlotte Such. Der Ehe entstammten vier Kinder. Zudem wurde er zum Kreisbauernführer berufen. Hinzu kam noch das Amt des Bürgermeisters, das er von 1937 bis 1938 in Riesenburg ausübte. 1939 wurde Pukall mit der Wahrnehmung der Geschäfte des Landrates im Landkreis Rosenberg beauftragt.